# Bartosz Hunger
Bartosz Hunger (ur. 28 maja 1969 w Łodzi) – polski architekt oraz nauczyciel akademicki.

## Życiorys
Uczęszczał do III Liceum Ogólnokształcącego im. Tadeusza Kościuszki w Łodzi. W 1994 ukończył studia architektoniczne na Wydziale Budownictwa, Architektury i Inżynierii Środowiska Politechniki Łódzkiej. Obronił pracę magisterską Projekt hali tenisowej w uwarunkowaniach parku im. Józefa Poniatowskiego w Łodzi pod kierunkiem prof. Bolesława Kardaszewskiego. Od 1994 roku pracuje w Instytucie Architektury i Urbanistyki PŁ. W 2002 obronił pracę doktorską Architektura obiektów sportowych w kontekście współczesnych trendów ekologicznych – model teoretyczny obiektu pod kierunkiem prof. Wojciecha Zabłockiego. W 2005 zatrudniono go na stanowisku adiunkta na Wydziale Form Przemysłowych w Akademii Sztuk Pięknych w Łodzi, gdzie zorganizował Pracownię Wzornictwa w Architekturze. 27 lutego 2009 uzyskał habilitację na Wydziale Architektury i Wzornictwa Akademii Sztuk Pięknych w Gdańsku. W latach 2010–2020 pełnił funkcję kierownika Katedry Architektury Wnętrz ASP w Łodzi.
W lutym 2015 został członkiem VI Oddziału Łódzkiego Towarzystwa Naukowego, a od kwietnia 2015 do 2021 pełnił funkcję sekretarza. Działalność twórczą koncentruje w szerokim zakresie na architekturze i architekturze wnętrz. Szczególnie związany zawodowo z Uniejowem, gdzie zaprojektował i realizował kilkanaście obiektów, m.in. Dom Pracy Twórczej.